# Leuronotus affinis
Leuronotus affinis là một loài bọ cánh cứng trong họ Cerambycidae.